# 加米施-帕滕基兴
加米施-帕滕基兴（德語：Garmisch-Partenkirchen，發音：[ˈɡaʁmɪʃ paʁtn̩ˈkɪʁçn̩] ⓘ）是德国巴伐利亚州上巴伐利亚行政区加米施-帕滕基兴县的市镇，也是加米施-帕滕基兴县的县治（且是德国唯一一个没有城市地位的县治），总面积205.66平方千米，2023年12月31日总人口为27,509人。南臨楚格峰，爲德國境內最高峰。
加米施-帕滕基兴於1935年1月1日由加米施（Garmisch）和帕滕基兴（Partenkirchen）合並而成。加米施-帕滕基兴是1936年冬季奧林匹克運動會的舉辦地。原本1940年冬奧也是要在此地（與札幌和圣莫里茨）舉辦，但是因為二戰取消。